# Malinówka (gmina Ławaryszki)
Malinówka, Malinówka Rubieńska (lit. Avietynė) – opuszczony folwark na Litwie, w rejonie wileńskim, 10 km na północny wschód od Ławaryszek.

## Historia
W dwudziestoleciu międzywojennym leżała w Polsce, w województwie wileńskim, w powiecie wileńsko-trockim, do 1 kwietnia 1927 w gminie Bystrzyca, następnie w gminie Mickuny.
Po II wojnie światowej w granicach Związku Sowieckiego. Od 1991 na niepodległej Litwie.